# Blues
Blues er en musikgenre, der opstod i USA.
De afrikanske slaver blev hentet til Amerika i 1600–1800-tallet, og under deres fortvivlede forhold opstod en ny musikform: En blanding af deres indfødte, pentatoniske sang og den europæiske musiktradition. Musikken var stærkt påvirket af slavernes dårlige sociale og arbejdsmæssige forhold. Det var ikke tilladt at tale sammen, men da det tydeligvis gav en bedre arbejdsmoral, accepterede man at slaverne sang. I bomuldsplantagerne udvikledes deres taktfaste råb "field holler", der blev brugt til at holde arbejdskadencen, til for eksempel blues.
Blues, som musikalsk sangtradition, kendes helt tilbage fra ca. 1860, i en form hvor forsangeren sang et par strofer, som andre svarede på ("call and response"). Tydeligt inspireret af den europæiske religion og musiktradition, kom den "frie" og for europæere, pentatoniske sang senere i nemt genkendelige systemer, som kunne overleveres til andre. Det hele sat i et vist system med ganske få akkorder.
I lighed med andre folkelige genrer som westernmusik, oldtime og gospel var der pladeselskaber i den tidlige pladeindustri, der fandt ud af at der var et publikum til denne musik og derfor indspillede den og udgav den i serier, som ofte ligesom jazz og gospel bar prædikaterne "race records" eller bare "blues." De første indspilninger var The Dallas Blues af den (hvide) violinist Hart Ward, samt to udgivelser med W. C. Handy, Memphis Blues og St. Louis Blues.

## Etymologi
Antagelig stammer termen blues fra "blue devils", som er et udtryk for melankoli og sorg. Dette kan være en reference til George Colman's enakter Blue Devils fra 1798.Trésor de la Langue Française informatisé fastlægger denne etymologi for begrebet blues og angiver Colmans farce som den første brug af begrebet på engelsk. Blue devils har muligvis også været anvendt i England allerede i 1600 - tallet som udtryk for intense synsbedrag forårsaget af alvorligt alkoholmisbrug. Dette kan forklare, hvorfor blues af prædikanter i USA blev betegnet som "djævelens musik" i modsætning til spirituals, der lovpriser Gud Ordet "blues" i dens nuværende betydning, en melankolsk sindsstemning, eksempelvis forårsaget af modløshed og kærestesorg, blev i USA formentlig først set anvendt hos den amerikanske digter Washington Irving i 1807.

## Bluesmusikkens elementer
Bluesen er genkendelig på sine blå, skæve toner, da man i princippet synger melodien i mol, mens akkorderne spilles i dur. Oprindelig var blues fri for tonalitet i gængs forstand; man sang med en underintonation, med toneintervaller mindre end en halvtone, og det gav den det klagende/grædende udtryk, som var en refleksion af slavernes situation. Efterhånden blandedes sangen med harmoniske og melodiske dele fra den europæiske tradition. Man noterer blues som en durskala, hvor enten tredje, som den mest almindelige, femte eller syvende trin sænkes en halv tone. Det er dog stadig muligt for sangeren at synge på toner mindre end en halvtone, på guitaren frembringes det ofte ved at strengen vrides på gribebrættet efter at tonen er slået an. Sammenholdt med at akkorderne spilledes i dur, og sangen i mol, gav det en spænding i musikken som efterhånden blev overført til andre stilarter. Det er bluesguitaren der introducerer den tertsfri akkord, vi i dag kender som Powerakkorden.
Eksempel på en 12-takters bluesform
```
   E
7
              (A
7
)              E
7

E |----------------|----------------|----------------|----------------|
B |----------------|----------------|----------------|----------------|
G |----------------|----------------|----------------|----------------|
D |----------------|2—2-4—2-5—2-4—2-|----------------|----------------|
A |2—2-4-2-5-2-4—2-|0—0-0—0-0—0-0—0-|2—2-4—2-5—2-4—2-|2—2-4—2-5—2-4—2-|
E |0—0-0—0-0—0-0—0-|----------------|0—0-0—0-0—0-0—0-|0—0-0—0-0—0-0—0-|
```

```
   A
7
                                E
7

  |----------------|----------------|----------------|----------------|
  |----------------|----------------|----------------|----------------|
  |----------------|----------------|----------------|----------------|
  |2—2-4—2-5—2-4—2-|2—2-4—2-5—2-4—2-|----------------|----------------|
  |0—0-0—0-0—0-0—0-|0—0-0—0-0—0-0—0-|2—2-4—2-5—2-4—2-|2—2-4—2-5—2-4—2-|
  |----------------|----------------|0—0-0—0-0—0-0—2-|0—0-0—0-0—0-0—2-|
```

```
   B
7
               A
7
               E
7
                  (B
7
)
  |----------------|----------------|----------------|----------------|
  |----------------|----------------|----------------|----------------|
  |----------------|----------------|----------------|----------------|
  |4—4-6—4-4—4-6—4-|2—2-4—2-5—2-4—2-|----------------|----------------|
  |2—2—2—2—2—2—2—2—|0—0-0—0-0—0-0—0-|2—2-4—2-5—2-4—2-|2—0-1—2---------|
  |----------------|----------------|0—0-0—0-0—0-0—2-|0---------------|
```

Tekstmæssigt er blues bygget op af tre linjer på hver fire musiktakter, den anden linje er en gentagelse af første, og den tredje indeholder en begrundelse for eller svar på det foregående, eksempel fra første vers af St. Louis Blues:
I hate to see the evening sun go down
I hate to see the evening sun go down
cause my baby he done left this town
Teksten fylder kun de første to takter af linjen, de sidste to udfyldes af en instrumentalist med en kort improvisation, en fill-in.
Selve blues-sangen med "call and response" kan muligvis henføres til vestafrikanske stammekulturer som brugte formen "Jeg viser noget et par gange, og I gentager det" som eksempelvis fra en jagt eller religiøs ceremoni, med "råb og svar".
Bluestekster med seksuelle undertoner er blevet betegnet som dirty blues. Selv om bluesmusikere som Robert Johnson blev kritiseret for at udøve "djævelens musik", er den kristne tro et gennemgående tema i mange bluessange. Fx havde Charley Patton og Skip James, en række religiøse tekster på deres setlister.

## Bluesstilarterne og deres oprindelse
I lighed med andre genrer har blues også sine forskellige stilarter eller undergenrer, som det også kaldes. Helt groft kan det opdeles i urban blues og countryblues (ikke at forveksle med populærmusikkens country) efter deres oprindelse fra by eller land. Der er selvfølgelig flydende grænser, men denne opdeling holder.
Fremstillingen af disse stilarter giver ligeledes et vist indtryk af bluesmusikkens historie, idet genrerne stort set er opstået i nedenstående rækkefølge.

### Klassisk blues
Denne betegnelse er lidt misvisende, for den er formodentlig yngre end de følgende former for blues. Det er blues fremført af en sangerinde akkompagneret af et jazzband. Når den for mange fremstår som klassisk, så er det dels fordi det var den, der var underholdning på værtshusene i New Orleans og andre steder, hvor man underholdt med jazz og det var den første bluesform, der i 1920'erne blev udgivet på lakplade og blev udbredt i store dele af USA. Musikken fremføres efter jazzens helt grundlæggende regler med improvisation, men sangen er præget af gospelmusikkens sangform.
En fremtrædende komponist af mange af de bluessange var W. C. Handy, der står bag den berømte St. Louis Blues, og nogle af de kendteste sangerinder er Mamie Smith og Bessie Smith, som var de mest fremtrædende blandt en række sorte, kvindelige sangere, der sikrede bluesmusikkens egentlige kommercielle gennembrud omkring 1920. Handy fik tilnavnet The Father of the Blues, fordi hans kompositioner satte gang i en bølge af blueskompositioner fra populærkomponister, der kan sammenlignes med ragtimebølgen tyve år før.

### Barrellhouse blues
Denne bluesform er karakteriseret ved brug af soloklaver, hvor venstrehånden spiller en walking bas beslægtet med boogie-woogiebas, og højrehånden improviserer skiftevis som akkompagnement til sangen og som solo. Den har sit navn, fordi den ofte blev brugt som underholdning på værtshuse, og dens udøvere spiller som regel også boogie-woogie ved siden af.'
Barrelhouse blues har sammen med boogie woogie haft en stor plads blandt amatørpianister, som de har opfattet som en fornøjelig måde at bruge klaveret på, og klaverpædagoger har anset det som en god indgang til musikteorien. Men af professionelle udøvere har det mest været enlige svaler som Dave Alexander.
Fremtrædende udøvere:
- James P. Johnson
- Memphis Slim
- Roosevelt Sykes

### Delta blues
Denne bluesform har i lighed med andre bluesformer navn efter sit oprindelsessted, nemlig Mississippiflodens delta. Det er et område, der er præget af stor fattigdom og isolation fra omverdenen, og anses derfor for at være den bluesform, der mest ligner de afrikanske rødder til bluesmusikken.
Stilarten er præget af en stor frihed i formen. Selv om den gængse 12-takters form normalt kan skelnes, brydes den meget ofte med lange tekstlinier og improvisation. Da sangeren normalt akkompagnerede sig selv på guitar, er der mange eksempler på at taktslagene ikke er faste. Slideguitar er meget almindeligt, der bruges ofte dobro til det formål, og sangformen kan være rå, ofte rent deklamerende.
Fremtrædende udøvere:
- Charley Patton, der ofte omtales som grundlæggeren af Delta blues.[9]
- Son House
- Skip James
- Robert Johnson
- Fred McDowell

### Memphis blues
Denne form har, som navnet siger, sit oprindelige hjemsted i Memphis. Det er denne bluesform, der har grundlagt det, man kalder fingerpicking på en westernguitar. Den er influeret af ragtimemusikken og kaldes derfor også "ragtime blues." Det er en udpræget melodisk og munter form for blues med humoristiske, ofte lidt småsjofle tekster. Guitaren spilles med en vekselbas i en dansende rytme, der efterligner klaverets venstre hånd i ragtime. Sangformen er ofte blød og munter, dog findes der eksempler på rå vokal som i delta blues.
Fremtrædende udøvere:
- Blind Blake
- Blind Boy Fuller
- Reverend Gary Davis
- Blind Willie McTell

### Countryblues
Denne bluesform må ikke forveksles med de hvides country, den kaldes sådan, fordi den er fra landlige omgivelser ligesom Delta Blues, bare fra mere nordlige områder end deltaet. Guitarspillet kan variere i formen, men det er ikke ualmindeligt at anvende den samme form for fingerpicking som i Memphis blues. Den er udpræget afslappet og let melankolsk, kan dog have et humoristisk skær. Variationerne kan være store fra den ene region af USA til den anden.
Fremtrædende udøvere:
- Blind Lemon Jefferson
- Bo Carter
- Mississippi John Hurt
- Furry Lewis

### Jug band musik
Også kaldet fattigmandsjazz. Den opstod i 1920'erne i fattige miljøer i de sydligst beliggende stater i USA, hvor man ikke havde råd til at købe dyre instrumenter og derfor købte mundharper, billige guitarer, kazoo og ellers brugte hvad man havde, for eksempel vaskebrættet som rytmeinstrument. En bas blev frembragt af en snor bundet til en omvendt vaskebalje eller blæst i en krukke (jug, heraf stilens navn). Trods det fattige miljø den er blevet til i er det en udpræget munter stil, enkel i sin opbygning med melodier, der er beslægtet med ragtime.
Stilen fik et revival i halvtredsernes England med Lonnie Donegan som hovednavn, hvor den fik navnet skiffle. Tresserrockgruppen The Lovin' Spoonfuls musik var meget inspireret af jug band musikken, og deres forsanger John B. Sebastian har de senere år turneret og indspillet med et band, der spiller ren jug band musik.
Fremtrædende udøvere:
- Cannon Jug Stompers
- Memphis Jug Band

### Texas blues
Denne specielle bluesform er, som navnet siger, fra staten Texas, hvor mange afroamerikanere stammer fra bortløbne slaver, der slog sig ned i den på det tidspunkt selvstændige stat. Derfor menes sangene også at ligne noget af bluesmusikkens rødder længere tilbage end de første lakplader. Guitarspillet er i denne form kendetegnet ved en variant af fingerpicking, hvor der anslås bare en enkelt basstreng i en hoppende rytme. Den er udpræget enkel, og sangformen er ofte afslappet.
Fremtrædende udøvere:
- Lightnin' Hopkins
- Blind Lemon Jefferson
- Mance Lipscomb

### Train blues
Betegnelse for den bluesform, hvor mundharpen spiller solo afbrudt af sang, senere ofte dog med ledsagelse af guitar. Den er blevet til i forbindelse med vagabondliv på godstogene, hvor det var et let instrument at transportere, og for adskillige mundharpespillere hører det med som et shownummer at få mundharpen til at efterligne lyden af et damptog. Teksterne handler ofte om at rejse mod nye mål til en ny tilværelse.
Fremtrædende udøvere:
- Sonny Terry
- Sonny Boy Williamsson I

### Chicago blues
Efter 2. verdenskrig rejste mange farvede bort fra Sydstaterne i håb om en bedre tilværelse mod nord. Især kom der mange fra Mississippi, og Chicago blev det foretrukne mål. Her startede de værtshuse med levende musik, og grundet de mere støjende forhold at spille under tog de elektrisk guitar i brug. Efterhånden dannedes det klassiske bluesband, der er en af rødderne til rockbandet. Grundet indflydelsen fra Mississippi spilles der ofte slide på den elektriske guitar, mundharpen er en nærmest uundværlig bestanddel, klaveret er for det meste erstattet med elorgel og bassen og trommerne er lagt under som det rytmiske fundament. Sangen er ofte rå.
Pladeselskabet Chess blev et af de mest flittige udgivere af denne musik, der snart vandt i popularitet blandt mange sorte unge. På et tidspunkt blev den dog trængt af den mere lettilgængelige rhythm and blues og lidt senere rock and roll, men takket være et nyt europæisk publikum klarede den dog skærene.
Fremtrædende udøvere:
- Lowell Fulson
- Earl Hooker
- Jimmy Reed
- Little Walter
- Muddy Waters

### Folk blues
Blues, der har været i tæt kontakt med hvide folkemusikmiljøer og derfor er præget af den hvide angelsachsiske folkesang. Bruges også om bluesnumre lavet af hvide folkesangere.
Fremtrædende udøvere:
- Big Bill Broonzy
- Leadbelly

## Udviklingen efter anden verdenskrig

### 1945 til ca. 1960
Elguitaren var blevet introduceret af Gibson i 1936, og i løbet af fyrrerne blev den et væsentligt element i bluesmusikkens udvikling med T-bone Walker som en af grundlæggerne. Han fik bl.a. stor pladesucces med Call it stormy monday i 1947. Også John Lee Hooker og Elmore James udnyttede den elektriske guitars effekter. I 1950'erne fulgte navne som Howling wolf, Freddie King, Magic Sam og Buddy Guy efter.

### Soul blues
Den rene blues kan virke fremmed for nogle, og visse bluesmusikere har skabt musik, der kommer dette publikum i møde i form af større melodiøsitet og raffinerede arrangementer. Denne bluesform udviklede sig til soul i 1960'erne, og bliver derfor i dag ofte kaldet soul blues. Der er adskillige eksempler på, at det gængse 12-takters bluesskema ikke bruges i en sang, og så er det kun stemningen fra blues, der er tilbage. Denne genre inkorporerer også de eponyme sjælfulde bøjninger af gospel ind i vokalerne.
Fremtrædende udøvere:
- B.B. King
- Ray Charles
- Aretha Franklin

### Blues i 60'erne og frem
De mest dominerende bluesformer i nyere tid har været chicago blues og soul blues. De gamle veteraner indenfor den gamle akustiske form blev i starten af 1960'erne genopdaget i forbindelse med folkemusikbølgen og optrådte på de legendariske folk-festivaler, men det blev de elektrisk forstærkede former, der gik af med sejren i første omgang. Rockguitaristen Jimi Hendrix indspillede flere tolvtakter bluesnumre, hvoraf det mest kendte er Red House Andre navne fra 1960'erne og frem, der bør nævnes er: Janis Joplin, Johnny Winter, Ten Years After, Stevie Ray Vaughan og Walter Trout.
Chicagoblues blev ført videre af bl.a. Paul Butterfield Blues Band og J. B. Lenoir. En enkelt blueskunstner med kunstnernavnet Taj Mahal holdt dog holdt fast ved det akustiske. Han er især med sit slidespil præget af delta blues. Den stil har han holdt fast ved indtil i dag, og de senere årtier har de gamle akustiske former fået en renæssance med navne som John P. Hammond og Alvin Youngblood.
Stilarten bluesrock førte en fornyet interesse for at spille blues med sig i starten af 70'erne.

### Bluesformen i andre genrer
12-takters bluesformen genkendes, selv når den er pakket ind i nye tempi, riffs, ostinater og improvisationer.
Professor Longhairs Go to the Mardi Gras er bygget op om bluesformen. Louis Armstrongs West End Blues Blues blander bluesformen med jazz-improvisationer.
Mange rock'n'roll hits fra 1950'erne kører straight 12-takters bluesskabelon: Rock around the Clock, Hound Dog, Johnny B Goode. The Rolling Stones startede karrieren som et stærkt bluesinspireret rockband med flere rene bluesnumre på deres lper , f.eks. Little red rooster og Robert Johnson klassikeren Love in vain.
Canned Heats Going up the Country bruger bluesformen.
Creams Sunshine of Your Love og Led Zeppelins Heartbreaker både leger med og udforsker bluesformen.
Og mens den hvide middelklasse genopdagede bluesmusikkens længsel og vemod i Still Got the Blues med Gary Moore i 1990, så havde den farvede underklasse allerede fra midten af 70'erne fundet deres sociale indignation i soul, rap, hiphop og r&b.